# دهستان باریک‌رود شمالی
دهستان باریک‌رود شمالی یکی از دهستان‌های شهرستان فریدون‌کنار در استان مازندران ایران است. این دهستان در بخش مرکزی شهرستان فریدون‌کنار قرار دارد و براساس سرشماری مرکز آمار ایران در سال ۱۳۹۰، جمعیت آن ۳۹۱۴ نفر (در ۱۲۳۵ خانوار) بوده‌است.